# Miss USA
Miss USA er en amerikansk skønhedskonkurrence for unge kvinder. Vinderne fortsætter til den internationale Miss Universe.

## Indehavere af titlen
| År:  | Navn:                  | Delstater:           |
| ---- | ---------------------- | -------------------- |
| 1952 | Jackie Loughery        | New York             |
| 1953 | Myrna Hansen           | Illinois             |
| 1954 | Miriam Stevenson       | South Carolina       |
| 1955 | Carlene King Johnson † | Vermont              |
| 1956 | Carol Morris           | Iowa                 |
| 1957 | Mary Leona Gage †      | Maryland             |
| 1957 | Charlotte Sheffield    | Utah                 |
| 1958 | Eurlyne Howell         | Louisiana            |
| 1959 | Terry Huntingdon       | Californien          |
| 1960 | Linda Bement           | Utah                 |
| 1961 | Sharon Brown           | Louisiana            |
| 1962 | Macel Leilani Wilson   | Hawaii               |
| 1963 | Marite Ozers           | Illinois             |
| 1964 | Bobbie Johnson         | Washington DC        |
| 1965 | Sue Ann Downey         | Ohio                 |
| 1966 | Maria Remenyi          | Californien          |
| 1967 | Sylvia Hitchcock       | Alabama              |
| 1967 | Cheryl Patton          | Florida              |
| 1968 | Dorothy Anstett        | Washington           |
| 1969 | Wendy Dascomb          | Virginia             |
| 1970 | Deborah Shelton        | Virginia             |
| 1971 | Michele McDonald       | Pennsylvania         |
| 1972 | Tanya Wilson           | Hawaii               |
| 1973 | Amanda Jones           | Illinois             |
| 1974 | Karen Morrison         | Illinois             |
| 1975 | Summer Bartholomew     | Californien          |
| 1976 | Barbara Peterson       | Minnesota            |
| 1977 | Kimberly Tomes         | Texas                |
| 1978 | Judi Andersen          | Hawaii               |
| 1979 | Mary Therese Friel     | New York             |
| 1980 | Shawn Weatherly        | South Carolina       |
| 1980 | Jineane Ford           | Arizona              |
| 1981 | Kim Seelbrede          | Ohio                 |
| 1982 | Terri Utley            | Arkansas             |
| 1983 | Julie Hayek            | Californien          |
| 1984 | Mai Shanley            | New Mexico           |
| 1985 | Laura Martinez-Herring | Texas                |
| 1986 | Christy Fichtner       | Texas                |
| 1987 | Michelle Royer         | Texas                |
| 1988 | Courtney Gibbs         | Texas                |
| 1989 | Gretchen Polhemus      | Texas                |
| 1990 | Carole Gist            | Michigan             |
| 1991 | Kelli McCarty          | Kansas               |
| 1992 | Shannon Marketic       | Californien          |
| 1993 | Kenya Moore            | Michigan             |
| 1994 | Lu Parker              | South Carolina       |
| 1995 | Chelsi Smith           | Texas                |
| 1995 | Shanna Moakler         | New York             |
| 1996 | Ali Landry             | Louisiana            |
| 1997 | Brook Mahealani Lee    | Hawaii               |
| 1997 | Brandi Sherwood        | Idaho                |
| 1998 | Shawnae Jebbia         | Massachusetts        |
| 1999 | Kimberly Pressler      | New York             |
| 2000 | Lynnette Cole          | Tennessee            |
| 2001 | Kandace Krueger        | Texas                |
| 2002 | Shauntay Hinton        | District of Columbia |
| 2003 | Susie Castillo         | Massachusetts        |
| 2004 | Shandi Finnessey       | Missouri             |
| 2005 | Chelsea Cooley         | North Carolina       |
| 2006 | Tara Conner            | Kentucky             |
| 2007 | Rachel Smith           | Tennessee            |
| 2008 | Crystle Stewart        | Texas                |
| 2009 | Kristen Dalton         | North Carolina       |
| 2010 | Rima Fakih             | Michigan             |
| 2011 | Alyssa Campanella      | California           |
| 2012 | Olivia Culpo           | Rhode Island         |
| 2013 | Erin Brady             | Connecticut          |
| 2014 | Nia Sanchez            | Nevada               |
| 2015 | Olivia Jordan          | Oklahoma             |
| 2016 | Deshauna Barber        | District of Columbia |
| 2017 | Kára McCullough        | District of Columbia |
| 2018 | Sarah Rose Summers     | Nebraska             |
| 2019 | Cheslie Kryst          | North Carolina       |
| 2020 | Asya Branch            | Mississippi          |
| 2021 | Elle Smith             | Kentucky             |
| 2022 | R'Bonney Gabriel       | Texas                |